# Milkiram
Milkiram fut roi de Tyr vers 750 .

## Hypothèse
Flavius Josèphe selon les informations de Ménandre d'Ephèse arrête sa liste de rois de Tyr avec Pygmalion vers 785/774 pour la reprendre avec Eloulaios vers 728-695. Les annales du roi Teglath-Phalasar III d'Assyrie évoquent ensuite trois rois successifs de Tyr: Ithobaal II ou Toubaalou, Hiram II et Mattan II ou Metenna entre 738 et 728. La découverte à Nimrud de six inscriptions au nom d'un certain Milkiram permet d'avancer l'hypothèse de l'existence d'un roi de Tyr jusqu'alors inconnu du nom de Milkiram régnant vers 750.